# Lista liderilor Societății Națiunilor
Liderii Societății Națiunilor constau într-un Secretar General și un Președinte al Adunării ales din statele membre.

## Secretari Generali
| Stat         | Nume                    | Perioadă  |
| ------------ | ----------------------- | --------- |
| Regatul Unit | Sir James Eric Drummond | 1920–1933 |
| Franța       | Joseph Avenol           | 1933–1940 |
| Irlanda      | Seán Lester             | 1940–1946 |

## Președinți ai Adunării
- - Léon Bourgeois 1920
- — Paul Hymans (prima dată) 1920–1921
- — Herman Adriaan van Karnebeek 1921–1922
- — Agustín Edwards 1922–1923
- — Cosme de la Torriente y Peraza 1923–1924
- — Giuseppe Motta  1924–1925
- — Raoul Dandurand  1925–1926
- — Afonso Augusto da Costa  1926–1926
- — Momčilo Ninčić 1926–1927
- — Alberto Guani  1927–1928
- — Herluf Zahle  1928–1929
- — Jose Gustavo Guerrero 1929–1930
- — Nicolae Titulescu 1930–1932
- — Paul Hymans (a doua oară)   1932–1933
- — Charles Theodore Te Water 1933–1934
- — Rickard Sandler   1934
- — Francisco Castillo Najera 1934–1935
- — Edvard Beneš 1935–1936
- — Carlos Saavedra Lamas  1936–1937
- — Tevfik Rustu Aras    1937–1937
- — Sir Muhammad Shah Aga Khan 1937–1938
- — Éamon de Valera   1938–1939
- — Carl Joachim Hambro    1939–1946